# خوش‌خوان بوته‌ای
خوش‌خوان بوته‌ای (نام علمی: Euphonia affinis) نام یک گونه از سرده سهره‌های خوش‌خوان است.